# Grobnica narodnih heroja u Zagrebu
Grobnica narodnih heroja u Zagrebu, rad kipara Đure Kavurića, izgrađena je 1950. godine i nalazi se na groblju Mirogoj. U grobnici su, uz narodne heroje, ukopani i neki od značajnijih pripadnika radničkoga pokreta Hrvatske i Jugoslavije.
Nepoznati vandali su u noći 1. veljače 2001. godine postavili eksploziv pred zid, što je ozbiljno oštetilo njegov vanjski dio i poremetilo statiku. Mnogi predstavnici kulturnoga i javnoga života u Hrvatskoj oštro su osudili ovaj čin. Šteta na grobnici ubrzo je bila sanirana.

## Popis ukopanih u grobnici
- upisani na desnoj ploči:
  - Janko Mišić (1900. – 1929.), organizacijski sekretar CK SKOJ-a
  - Zlatko Šnajder (1903. – 1931.), sekretar CK SKOJ-a
  - Josip Adamić (1907. – 1931.), član Mjesnoga komiteta KPJ za Zagreb i sekretar Pokrajinskoga komiteta SKOJ-a za Hrvatsku
  - Nikola Hećimović (1900. – 1929.), sekretar "Crvene pomoći"
  - Rade Končar (1911. – 1942.), politički sekretar CK KPH, zapovjednik Operativnog partijskog rukovodstva Hrvatske i narodni heroj
  - Vojin Kovačević (1913. – 1941.), član Biroa MK KPH za Zagreb i narodni heroj
  - Đuro Salaj (1889. – 1958.), predsjednik Saveza sindikata Jugoslavije
  - Stjepan Debeljak Bil (1908. – 1968.), društveno-politički radnik i narodni heroj
  - Kata Pejnović (1899. – 1966.), društveno-politički radnik i narodni heroj
  - Rade Grmuša (1907. – 1975.), general-major JNA i narodni heroj
  - Mile Počuča (1899. – 1980.), društveno-politički radnik i narodni heroj
  - Izidor Štrok (1911. – 1984.), pukovnik JNA i narodni heroj
  - Dušan Egić (1916. – 1985.), general-potpukovnik JNA i narodni heroj
  - Dinko Šurkalo (1920. – 2010.), admiral JRM i narodni heroj
  - Slavko Komar (1918. – 2012.), društveno-politički radnik i narodni heroj
  - Rade Bulat (1920. – 2013.), general-potpukovnik JNA i narodni heroj

- upisani na lijevoj ploči:
  - Pero Popović Aga (1905. – 1930.), organizacijski sekretar CK SKOJ-a
  - Josip Debeljak (1902. – 1931.), sekretar CK SKOJ-a
  - Josip Kolumbo (1905. – 1930.), politički sekretar CK SKOJ-a
  - Paja Marganović (1904. – 1929.), sekretar CK SKOJ-a
  - Josip Kraš (1900. – 1941.), član CK KPH i CK KPJ, jedan od organizatora ustanka u Karlovcu i okolini i narodni heroj
  - Janko Gredelj (1916. – 1941.), radnik u ilegalnoj tiskari CK KPH u Zagrebu i narodni heroj
  - Božidar Maslarić (1895. – 1963.), društveno-politički radnik i narodni heroj
  - Većeslav Holjevac (1917. – 1970.),društveno-politički radnik, gradonačelnik Zagreba i narodni heroj
  - Uroš Krunić (1914. – 1973.), general-major JNA i narodni heroj
  - Pavle Vukomanović (1903. – 1977.) potpukovnik JNA i narodni heroj
  - Dušan Ćorković (1921. – 1980.), general pukovnik JNA i narodni heroj
  - Adam Petrović (1913. – 1984.), društveno-politički radnik i narodni heroj
  - Stevan Opsenica (1913. – 2002.), general-potpukovnik JNA i narodni heroj
  - Milan Kuprešanin (1911. – 2005.), general-pukovnik JNA i narodni heroj
  - Franjo Knebl (1915. – 2006.), general-major JNA i narodni heroj
  - Milutin Baltić (1920. – 2013.), društveno-politički radnik i narodni heroj

## Poveznice
- Grobnica narodnih heroja Jugoslavije
- Grobnica narodnih heroja u Ljubljani
- Grobnica narodnih heroja u Sarajevu